# ابن ساعاتی
فخرالدین ابن ساعاتی (درگذشته به سال ۶۱۸ق) دانشمند بزرگ ایرانی الاصل قرن ۶و۷ قمری است.

## زندگی و تخصص
فخر الدین رضوان بن محمد بن علی خراسانی معروف به إبن الساعاتی ساعت ساز و عالم مکانیک و طبیب و دانشمند چند دانشی معروف خراسانی الاصل است و چندتن دیگر از افراد خاندانش هم اهل علم بودند.
علت نامگذاری وی به ابن ساعاتی منسوب بودن وی به باب الساعات که یکی از مناطق ورودی دمشق بوده می‌باشد .

## تالیفات
از تألیفات او حواشی بر قانون ابن سینا را باید ذکر کرد.

## خط خوش
در منابع شرح حالش گفته شده که او خطی بسیار خوش داشته‌است.

## شاگردان
یاقوت حموی در حلقه درس وی شرکت می جسته است.

## درگذشت
فخرالدین ابن ساعاتی در سال ۶۱۸ ق در دمشق درگذشت.

## منبع
اخبار العلما باخبار الحکما، ابن قفطی، ذیل ابن ساعاتی
- ویکی عربی